# Фарґо (5-й сезон)
П'ятий сезон телесеріалу «Фарго» (англ. Fargo) у жанрі кримінальної драми та чорної комедії, створений Ноєм Хоулі, був анонсований у лютому 2022 року. Його прем'єра відбулася 21 листопада 2023 року. Головні ролі у сезоні зіграли Джон Гемм, Джуно Темпл і Дженніфер Джейсон Лі.

## Сюжет
Сценарій п'ятого сезону заснований на традиційному для шоу поєднанні кримінальної драми та чорної комедії. Перед героями життя ставить два питання: «Коли викрадення дитини не вважається викраденням?» і «Що якщо твоя дружина — не твоя дружина?». Дії сезону відбувається у 2019 році.

## В ролях
Основний склад
- Джуно Темпл — Дороті «Дот» Лайон
- Дженніфер Джейсон Лі — Лоррейн Лайон
- Девід Рісдал — Вейн Лайон
- Джо Кірі — Гатор Тіллман
- Ламорн Морріс — Вітт Фарр
- Річа Мурджані — Індіра Олмстед
- Сем Спруелл — Оле Мунк
- Сієнна Кінг — Скотті Лайон
- Дейв Фолі — Деніш Грейвз
- Джон Гемм — Рой Тіллман

Другорядний склад
- Лукас Гейдж — Ларс Олмстед
- Ребекка Ліддіард — Карен Тіллман
- Куджо Фіакпуї — Джером
- Джессіка Полі — агент Мейєр
- Нік Гомес — агент Хоакін
- Клер Култер — Ірма.
- Пол Макджилліон — капітан Маскаваж
- Ян Бос — Вінк Лайон
- Майкл Коупмен — Один Літтл
- Конрад Коутс — Боуман

Проект анонсували у лютому 2022 року. Продюсером якого, як і раніше, є Ной Хоулі. У червні 2022 року стало відомо, що Джон Хемм, Джуно Темпл і Дженніфер Джейсон Лі зіграють головні ролі. Прем'єра відбулася 21 листопада 2023 року.

## Сприйняття
П'ятий сезон «Фарго» Rotten Tomatoes має рейтинг схвалення 94 % на основі 51 відгуку із середня оцінка становить 8,5/10 .
Елісон Херман (Variety) зауважила: «П'ятий сезон може вражати різким відхиленням від своїх попередників: епопея про організовану злочинність у стилі „Хрещеного батька“ замінена на менш масштабну боротьбу домогосподарки за те, щоб втекти від своїх демонів» .